# Rasa de Salats
La Rasa de Salats és un torrent afluent per la dreta de la Riera de Llanera. Neix al Clot del Noguer, a uns 850 m. a l'oest del poble d'Ardèvol i s'escola cap a la Riera de Llanera seguint la direcció predominant cap a l'oest.
Des del seu naixement, la Rasa de Salats passa successivament pels següents termes municipals.
|                                      | Longitud (en m.) | % del recorregut |
| ------------------------------------ | ---------------- | ---------------- |
| Per l'interior del municipi de Pinós | 684              | 21,03%           |
| Per l'interior del municipi de Torà  | 2.568            | 78,97%           |

## Xarxa hidrogràfica
La xarxa hidrogràfica de la Rasa de Salats està constituïda per 22 cursos fluvials que en total sumen una longitud de 10.109 m. El conjunt d'aquesta xarxa hidrogràfica transcorre pels següents termes municipals: